# مدیسون پوگارچ
مدیسون پوگارچ (به انگلیسی: Madison Pogarch)، زاده ۵ نوامبر ۱۹۹۷) یک فوتبالیست حرفه‌ای آمریکایی است که به عنوان مدافع در باشگاه فوتبال پورتلند تورنز در لیگ ملی فوتبال زنان بازی می‌کند.